# Бутыринский сельсовет
Бутыринский сельсовет — упразднённые административно-территориальная единица и муниципальное образование со статусом сельского поселения в составе Частоозерского района Курганской области.
Административный центр — село Бутырино.
9 января 2022 года сельсовет был упразднён в связи с преобразованием муниципального района в муниципальный округ.

## История
В соответствии с Законом Курганской области от 6 июля 2004 года № 419 сельсовет наделён статусом сельского поселения.
Законом Курганской области от 20 сентября 2018 года N 106, в состав Бутыринского сельсовета были включены все два населённых пункта упразднённого Чердынцевского сельсовета.

## Население
| 1989 | 2002 | 2004 | 2010 | 2012 | 2013 | 2014 |
| ---- | ---- | ---- | ---- | ---- | ---- | ---- |
| 623  | ↘517 | ↘516 | ↘320 | ↘305 | ↘280 | ↘273 |
| 2015 | 2016 | 2017 | 2018 | 2019 | 2020 |      |
| ↘262 | ↘256 | ↘253 | ↘251 | ↗254 | ↗361 |      |

## Состав сельского поселения
| № | Населённый пункт | Тип населённого пункта       | Население |
| - | ---------------- | ---------------------------- | --------- |
| 1 | Бутырино         | село, административный центр | ↘273      |
| 2 | Чебачье          | деревня                      | ↘47       |
| 3 | Карасье          | деревня                      | ↘7        |
| 4 | Чердынцево       | село                         | ↘171      |